# Alcázar de San Juan (Gerichtsbezirk)
Der Gerichtsbezirk Alcázar de San Juan ist einer der zehn Gerichtsbezirke in der Provinz Ciudad Real.
Der Bezirk umfasst 6 Gemeinden auf einer Fläche von 1.383,28 km² mit dem Hauptquartier in Alcázar de San Juan.

## Gemeinden
| Gemeinde                           | Einwohner (2024) | Fläche km² | Dichte Einw./km² | Cod INE | Postleitzahl        |
| ---------------------------------- | ---------------- | ---------- | ---------------- | ------- | ------------------- |
| Alcázar de San Juan                | 31.382           | 666,78     | 47               | 13005   | 13600, 13690, 13720 |
| Arenales de San Gregorio           | 617              | 31,19      | 20               | 13903   | 13619               |
| Campo de Criptana                  | 12.932           | 302,41     | 43               | 13028   | 13610               |
| Herencia                           | 8.459            | 226,74     | 37               | 13047   | 13640               |
| Pedro Muñoz                        | 7.567            | 101,31     | 75               | 13061   | 13620               |
| Puerto Lápice                      | 865              | 54,85      | 16               | 13070   | 13650               |
| Gerichtsbezirk Alcázar de San Juan | 61.822           | 1.383,28   | 45               | –       | –                   |